# هاینریش اشمیتگال
هاینریش اشمیتگال (انگلیسی: Heinrich Schmidtgal؛ زادهٔ ۲۰ نوامبر ۱۹۸۵) بازیکن فوتبال اهل قزاقستان است.
از باشگاه‌هایی که در آن بازی کرده‌است می‌توان به باشگاه فوتبال اف‌اس‌وی فرانکفورت، باشگاه فوتبال گروتر فورث، باشگاه فوتبال بوخوم، و باشگاه فوتبال فورتونا دوسلدورف اشاره کرد.
وی همچنین در تیم ملی فوتبال قزاقستان بازی کرده‌است.